# Палата собрания Доминики
Палата собрания Доминики (англ. House of Assembly of Dominica) — однопалатный законодательный орган (парламент) Доминики. Образована в 1978 году.

## Состав
Палата собрания является законодательным органом Доминики, что установлено главой III Конституции Доминики. Вместе с президентом Доминики образует парламент Доминики. Палата является однопалатной и состоит из 21 представителя, девяти сенаторов и генерального прокурора в качестве члена ex officio. Спикер Палаты может стать тридцать вторым членом, если он выбран не из числа членов Палаты.
Представители избираются прямым голосованием в одномандатных округах по системе простого большинства (или первого прошедшего) сроком на пять лет. Представители, в свою очередь, решают, будут ли сенаторы избираться своим голосованием или назначаться. В случае назначения пять избираются президентом по рекомендации премьер-министра, а четыре — по рекомендации лидера оппозиции. Назначены действующие сенаторы.
Кабинет Доминики назначается из членов Палаты собрания. Однако членами Кабинета могут быть не более трёх сенаторов.